# يوجين ينسن
يوجين ينسن (بالألمانية: Eugen Jensen)‏ هو ممثل نمساوي، ولد في 26 يناير 1871 بفيينا في النمسا، وتوفي في 23 نوفمبر 1957 بميونخ في ألمانيا.

## وصلات خارجية
- يوجين ينسن على موقع IMDb (الإنجليزية)
- يوجين ينسن على موقع أول موفي (الإنجليزية)
- يوجين ينسن على موقع قاعدة بيانات الأفلام السويدية (السويدية)
- يوجين ينسن على موقع كينوبويسك (الروسية)